# Mercy Wanyama
Pour les articles homonymes, voir Wanyama.
Mercy Ayitso Wanyama, née le 14 janvier 1992 à Nairobi, est une joueuse kényane de basket-ball évoluant au poste de pivot.

## Carrière
Elle participe au Championnat d'Afrique féminin de basket-ball 2019 et au Championnat d'Afrique féminin de basket-ball 2021.
Elle évolue dans le club espagnol de l'ADBA Aviles et à l'AD Cortega.